# Need for Speed: Underground
Need for Speed: Underground utvecklades av EA Black Box och gavs ut av Electronic Arts den 17 november 2003. Det är första spelet i Need for Speeds undergroundserie och även det första spelet i Need For Speeds-serie att erbjuda ett karriärläge med en storyline. Need For Speed: Underground utspelar sig nattetid i en stad som heter Olympic City, som har vissa likheter med bland annat New York City. 
Spelet går ut på att som i tidigare spel i Need For Speed-serien att vinna streetracelopp, där man också låser upp prestandadelar eller andra bilar ju längre fram man kommer i spelet. Det finns totalt 111 olika race att köra. Efter detta finns det inget mer att låsa upp, och då har man klarat spelet.
Följande typer av race finns att välja i spelet:
- Banrace
- "Knockout Mode"
- Sprint
- Drifting
- Dragrace

Need for speed: Underground var ett framgångsrikt spel och det gavs även ut en uppföljare, Underground 2.

## Förändring
Skillnaden mellan tidigare spel i Need For Speed-serien och Need for Speed: Underground är att spelaren kör bilar som VW Golf GTI, Nissan Skyline GTR, Peugeot 206, Toyota Supra istället för supersportbilar som till exempel Lamborghini Murcielago. I spelet kan spelare också trimma sin bil så att den har bättre prestanda än de dyra sportbilarna. Det finns även ett enormt stylingsortiment.

### Fotnoter
1. ↑  ”Need for Speed: Underground”. Metacritic. http://www.metacritic.com/game/pc/need-for-speed-underground. Läst 31 augusti 2017.